# Forsthaus Rauhbusch

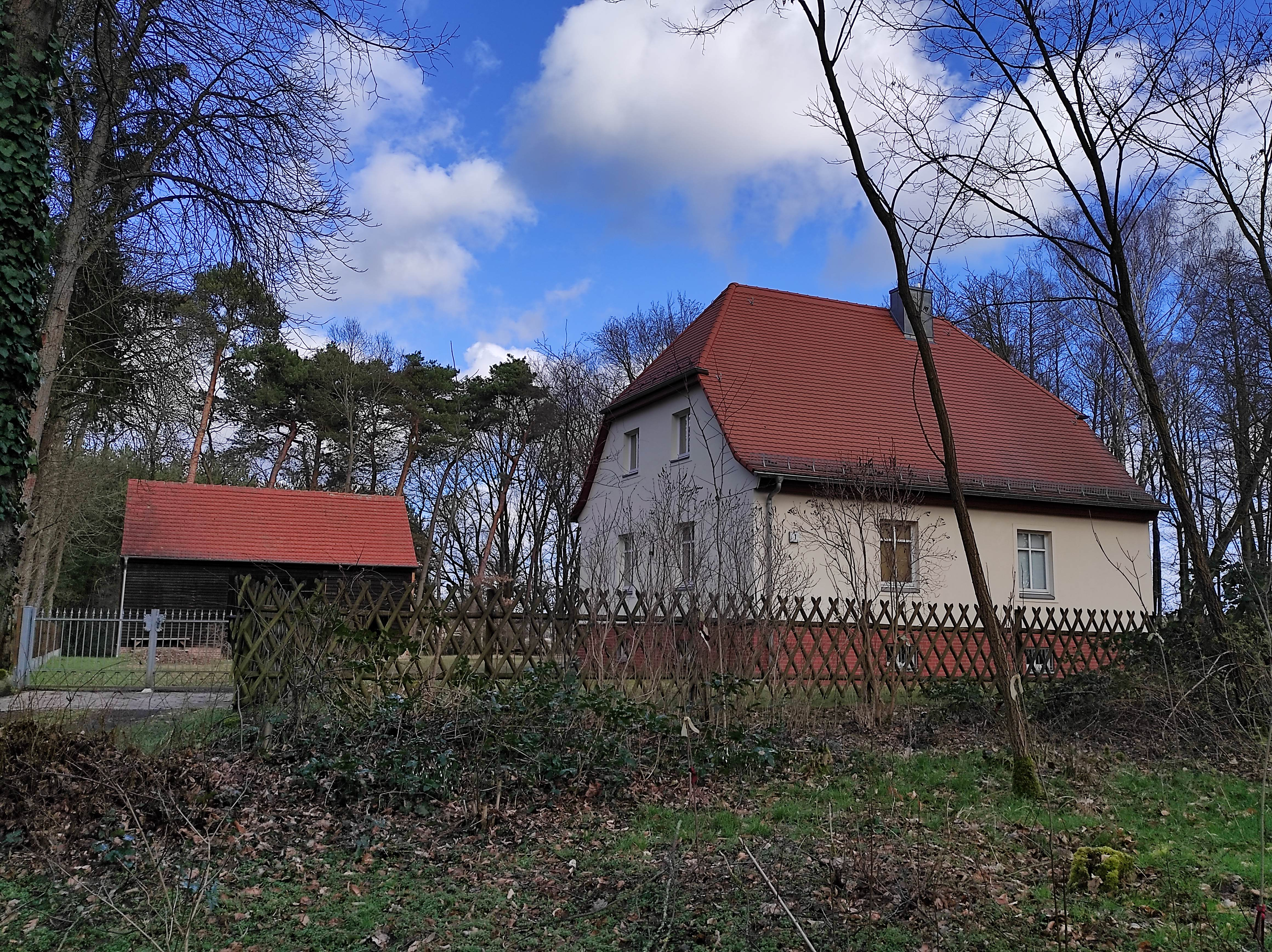
Forsthaus Rauhbusch (Gebäude von nach 1933)

Das Forsthaus Rauhbusch ist ein inoffizieller Wohnplatz im Ortsteil Schöneweide der Gemeinde Nuthe-Urstromtal im Landkreis Teltow-Fläming (Brandenburg). Die Försterei Rauhbusch wurde 1848 auf dem Gelände einer Pechhütte eingerichtet, die erst kurz davor ihren Betrieb eingestellt hatte. Aufgrund der Errichtung des Schießplatzes Kummersdorf wurde dieses Förstereigehöft 1874/75 abgerissen und ca. 500 Meter weiter südwestlich neu erbaut. Bereits 1933 wurde auch dieses Dienstgehöft infolge der Erweiterung des Schießplatzes Kummersdorf wieder abgerissen und an der Straße von Scharfenbrück und Schöneweide am Ende des Rauhbuschgraben neu aufgebaut.

## Lage

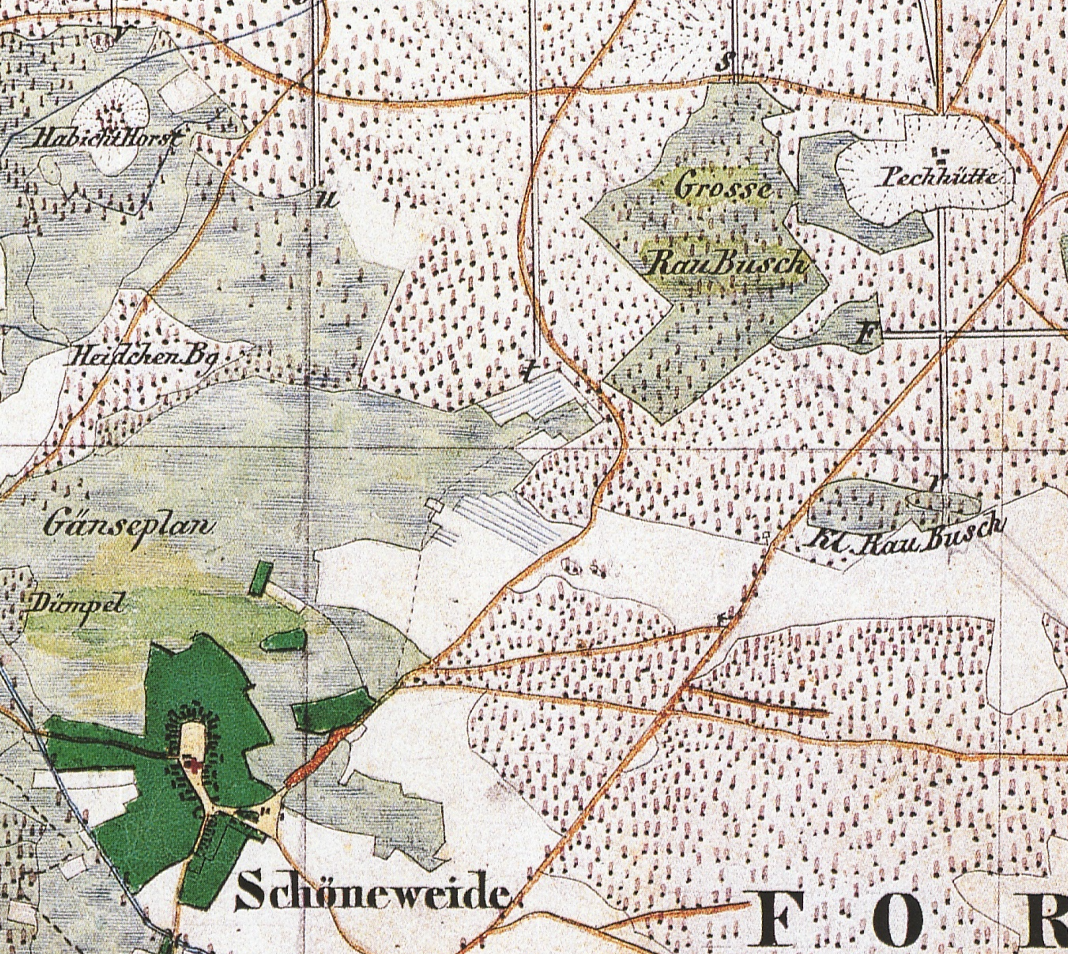
Schöneweide und Schöneweider Pechhütte, Ausschnitt aus dem Urmesstischblatt 3845 Woltersdorf/Schöneweide von 1841

Die Pechhütte, in der die Försterei eingerichtet wurde, lag rd. 2,2 km nordöstlich des Ortskerns von Schöneweide (Lage:). Das 1875/76 erbaute Förstereigehöft lag rd. 1,4 km nordöstlich von Schöneweide und war über die Straße Zum Ausbau zu erreichen. Es lag etwas mehr als 400 Meter außerhalb des Sicherheitskorridors des Schießplatzes Kummersdorf (Lage:). Der heutige Wohnplatz liegt ca. 100 Meter nordwestlich der Straße von Scharfenbrück nach Schöneweide (Lage: ).

## Geschichte
Die Geschichte des Forsthauses Rauhbusch ist im Grunde die Geschichte von vier verschiedenen Objekten, der alten Försterei im Dorf Schöneweide, der Schöneweider Pechhütte, in deren Gebäude die Försterei Rauhbusch eingerichtet wurde, des 1875/76 neu errichteten Forstdienstgebäudes, 500 m südwestlich der Schöneweider Pechhütte und der nach 1933 erbauten Försterei Rauhbusch an der Straße von Scharfenbrück nach Schöneweide.

### Die Schöneweider Pechhütte (oder Teerofen)
Wann genau die Schöneweider Pechhütte oder der Schöneweider Teerofen errichtet wurde, die Begriffe gehen durcheinander, ließ sich bisher nicht ermitteln. Die Schöneweider Pechhütte muss jedoch ursprünglich spätestens in der zweiten Hälfte des 17. Jahrhunderts errichtet worden sein. 1692 kaufte Valtin Lamprecht aus Görzke das Areal um den damals schon verfallenen Schöneweider Teerofen, genannt Zur neuen Wolfarth  zwecks Wiederaufbau. Der Wiederaufbau wurde wohl tatsächlich realisiert, denn 1716 sollte der Teerofen auch zum Pechkochen erweitert werden. 1744 betrieb der Picher Andreas Köpen nicht nur die Pechhütte, sondern bewirtschaftete auch Ackerland zu 5 Scheffel Aussaat und eine Wiese, auf der 5 Fuder Heu geerntet werden konnten. 1745 war die Schöneweider Pechhütte eine kleine Siedlung, in der 7 Familienhäuser standen. 1755 werden wohnend in der Schöneweider Pechhütte erwähnt: der Teerbrenner, 7 Paare und zwei einzelne Einlieger.
Vermutlich wurde die Pechhütte um 1755 vom Amt Zossen erworben. Die Akten im Brandenburgischen Landeshauptarchiv über die Teerschwelerei zu Schöneweide beginnen mit 1754, und erste Pachtverträge datieren von 1756. Weitere Pachtverträge datieren von 1773 bis 1848. Der Teerofen oder die Pechhütte ist auch im Schmettauschen Kartenwerk von 1767/87 als T. O. verzeichnet. Es sind mehrere Gebäude zu erkennen. Bratring erwähnt erstaunlicherweise einen Theerofen und eine Pechhütte.
Das Ortschaftsverzeichnis von 1817 verzeichnet das Etablissement Pechhütte, gibt aber keine näheren Angaben. 1818 wurde die Teerschwelerei an den Teerschweler Albrecht verpachtet, die Gebäude wurden ihm käuflich überlassen.
Auch die Topographisch-statistische Uebersicht von 1841 nennt das Etablissement Pechhütte, gibt aber ebenfalls keine weiteren Informationen. Im Urmesstischblatt von 1841 ist die Lokalität als Pechhütte eingetragen. Wann nun genau der Betrieb des Teerofens aufgegeben wurde, ist nicht bekannt. Als die Försterei 1848 eingerichtet und benannt wurde, wurde bemerkt: früher Schönweider Theerofen. Der letzte Pachtkontrakt datiert von 1842; die letzten Pachtkontrakte endeten 1848. Aufgrund dieser Daten kann man annehmen, dass der Betrieb des Teerofens in den späten 1840er Jahren eingestellt wurde. Nach dem Historischen Ortslexikon soll der Betrieb des Teerofens um 1850 aufgegeben worden sein. Es ist aber bemerkenswert (und widersprüchlich), dass Richard Boeckh in seiner Ortschafts-Statistik des Regierungs-Bezirks Potsdam mit der Stadt Berlin von 1860 (Stand: 1858!) weiterhin einen Teerofen unter Schöneweide erwähnt; es gab zu dieser Zeit keinen zweiten Teerofen auf der Gemarkung der Gemeinde Schöneweide. Unter dem Forstrevier Zossen und Schutzbezirk Rauhbusch ist jedoch der vorm. Schöneweider Theerofen erwähnt. Wurde in der Pechhütte von Schöneweide neben der neu errichteten Försterei etwa weiterhin in kleinerem Umfang Teer produziert, oder ist diese Erwähnung, was wahrscheinlicher erscheint, schlicht ein Irrtum?

### Das alte Forsthaus
Bereits 1745 wird ein Forsthaus im Dorf Schöneweide erwähnt, das von einem Kossäten bewohnt wurde, der wohl gleichzeitig Unterförster war. 1758 wurde eine neue Dienstwohnung für den Unterförster in Schöneweide errichtet. 1801 wird die Försterei zum Zossenschen Revier gehörig erneut erwähnt. Der Försterdienst wurde von einem Königlichen Unterförster versehen. Wo genau dieses Forsthaus im Dorf Schöneweide lag, ließ sich nicht ermitteln. 1837 wird das Forsthaus wieder genannt. Es ist aber nicht im Urmesstischblatt Nr. 3845 Woltersdorf von 1841 verzeichnet. 1847 war der damalige Förster Wilhelm Ferdinand Bartholomäus in den Ruhestand gegangen. 1849 war er gestorben. 1849 verkaufte das Amt Zossen das Förstergehöft im Dorf Schöneweide an die Witwe des Bartholomäus, Friederike Christiane, geb. Kühlhorn.

### Das Forsthaus (ab 1848)
In dem Anbau des Einliegers Tobias Krüger onweit dem Schöneweydischen Theerofen wurde 1848 eine Försterei etabliert. Schon 1814 hatte es Pläne gegeben, die Amtsförsterei aus dem Dorf in die Teerschwelerei zu verlegen.
Dem im Belauf Sperenberg und Schönweide, Zossener Forstreviers, etwa 2¼ Meile von Zossen und 1¼ Meile von Luckenwalde errichteten neuen Förster-Etablissement (früher Schönweider Theerofen) ist die Benennung «Rauhbusch» beigelegt worden welches wir mit dem Bemerken zur öffentlichen Kenntniß bringen, daß dadurch in den Communal- und polizeilichen Verhältnissen des Etablissements nichts geändert wird. Potsdam, den 23. Juli 1848. Königl. Regierung. Abtheilung des Inneren. Der Wohnplatz wurde nach der Flur Rauhbusch benannt, in der die Schöneweider Pechhütte lag, bei der dann das Forsthaus eingerichtet wurde.
1858 bestand der Wohnplatz Rauhbusch aus zwei Wohngebäuden und drei Wirtschaftsgebäuden; er hatte 15 Bewohner aus drei Familien. 1871 lebten in den zwei Wohngebäuden 13 Personen.
1874/75 wurde im Forst Zossen der Schießplatz Kummersdorf eingerichtet. Die Kabinettsordre zur Einrichtung des Schießplatzes datiert vom 12. November 1874, der Kaufvertrag zwischen der Forstverwaltung und der Militärverwaltung vom 28. Juni 1875. Die ersten Schießversuche auf dem Gelände begannen im November 1875. Das Forsthaus Rauhbusch lag in der den Schießplatz begrenzenden Sicherheitszone und wurde wohl bis 1875 abgetragen (oder zumindest aufgegeben).

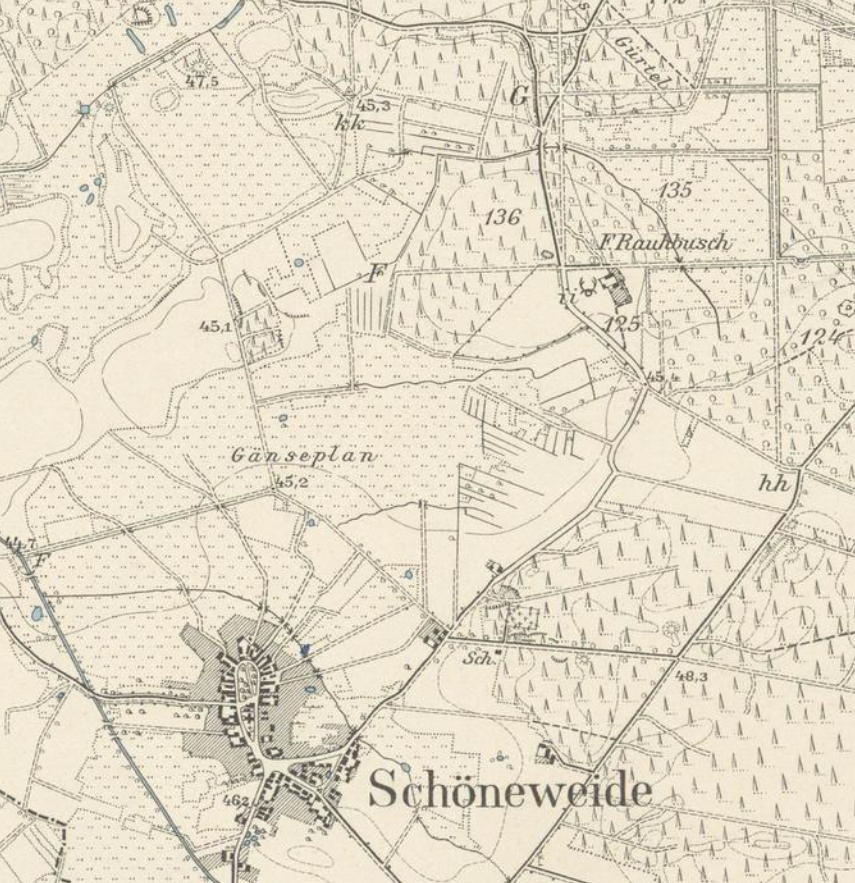
Schöneweide und Forsthaus Rauhbusch, Ausschnitt aus dem Messtischblatt 3845 Woltersdorf/Schöneweide von 1902

### Das Forsthaus Rauhbusch (bis 1933)
Das neue Försterdienstgehöft wurde 1875/76 ca. 500 Meter weiter südwestlich neu erbaut. Es hatte eine Grundfläche im Erdgeschoss von 125,5 m². Das gesamte Gebäude war unterkellert. Die Fundamente waren aus Feldsteinen, die Mauern aus Ziegeln. Zum Gehöft gehörten zwei Nebengebäude und ein Brunnen, der extra angelegt werden musste. Das Dienst- und Wohngebäude wurde mit Kachelöfen beheizt. Es kostete damals insgesamt 24.765 Mark.
Zur Bauzeit 1875/76 gehörte der Wohnplatz noch zum Gutsbezirk Zossen Forst. 1880 wurde die Oberförsterei Zossen in Oberförsterei Kummersdorf umbenannt, und entsprechend wurde auch der Gutsbezirk Zossen Forst in Gutsbezirk Kummersdorfer Forst umbenannt.
Nach dem Gemeindelexikon von 1888 (Stand: 1885) gehörte das Forsthaus Rauhbusch kommunalpolitisch zum Gutsbezirk Kummersdorfer Forst. Der Wohnplatz bestehend aus einem Wohnhaus hatte fünf Bewohner, ebenso 1895.
Das Historische Ortslexikon gibt allerdings widersprüchliche Angaben zur kommunalpolitischen Zugehörigkeit an. Während unter dem Kapitel Rauhbusch korrekt ausgeführt ist, dass das Forsthaus zum Gutsbezirk Kummersdorfer Forst gehörte, steht unter dem Kapitel Schöneweide, dass das Forsthaus Rauhbusch zum Gutsbezirk Lenzburg gehörte und mit Auflösung dieses Gutsbezirks an die Gemeinde Schöneweide kam. Der Gutsbezirk Lenzburg war erst 1903 aus dem im Kreis Teltow gelegenen Anteil des Gutsbezirks Scharfenbrücker Forst neu geschaffen worden. Das Adressbuch des Kreises Teltow führt den Wohnplatz wiederum unter dem Gutsbezirk Kummersdorfer Forst auf.
Mit der (Teil-)Auflösung des großen Gutsbezirks Kummersdorf Forst 1929 wurde das Forsthaus Rauhbusch an die Gemeinde Schöneweide angeschlossen. 1932 ist das Forsthaus Rauhbusch ein Wohnplatz von Schöneweide. Nach einem Presseartikel in der MAZ über eine Sonderausstellung in der Heimatstube Sperenberg von 2018 soll das Forsthaus Rauhbusch bereits 1933 im Zuge der Erweiterung des Schießplatzes Kummersdorf beseitigt worden sein.

### Das heutige Forsthaus Rauhbusch
Das heutige Forsthaus Rauhbusch wurde dann etwa 100 Meter von der Straße von Scharfenbrück und Schöneweide entfernt am Ende des Rauhbuschgraben neu aufgebaut. Wie lange es als Forsthaus diente, ist nicht genau bekannt; das Gehöft ist heute in Privatbesitz. 1973 soll die Revierförsterei Rauhbusch aber noch existiert haben; sie gehörte damals zum Staatlichen Forstwirtschaftsbetrieb Luckenwalde. Forsthaus Rauhbusch ist heute wie auch schon 1950 kein offizieller Wohnplatz der Gemeinde Schöneweide mehr. Lediglich der Straßenname Forsthaus Rauhbusch weist heute noch auf seine ursprüngliche Funktion als Sitz einer Försterei hin.

## Stellung in der Hierarchie der Forstverwaltung
Die (Unter-)Försterei, später Rauhbusch genannt und zunächst im Dorf Schöneweide gelegen, wie auch die 1848 eingerichtete Försterei Rauhbusch gehörte ursprünglich zum Forstrevier Zossen, das 1817 zunächst der Oberförsterei Zinna zugewiesen wurde. Schon 1819 wurde das Forstrevier Zossen zur Oberförsterei Zossen erhoben. 1880 wurde die Oberförsterei Zossen in Oberförsterei Kummersdorf umbenannt. Die Oberförsterei Zossen bzw. Kummersdorf gehörte zunächst zur Forstinspektion Potsdam, dann ab 1864 zur Forstinspektion Potsdam-Beelitz im Regierungsbezirk Potsdam. 1973 gehörte die Revierförsterei Rauhbusch zum Staatlichen Forstwirtschaftsbetrieb Luckenwalde.

## Liste der Förster
- 1781/82 bis (1816) Unterförster Noack[32][33]
- ab 1834 bis 31. Oktober 1847 (Pensionierung) Förster Wilhelm Ferdinand Bartholomäus,[34] bisher in der Försterei Theerofen bei Neuendorf[35]
- ab 1. November 1847 bis (1873) Förster Carl Friedrich Sorge (* 17. Juni 1802 in Schönebeck (Elbe))[34][36][37]
- ab 1. Juli 1873 bis 1898 (Ruhestand) Förster Edmund Adolph Hugo Schultz (* 25. Januar 1833 in Rothenklempenow, Krs. Randow), bisher Jäger, gleichzeitig zum Förster ernannt.[38][39] 1898 erhielt er den Königlichen Kronenorden IV. Klasse[39]
- 1. Juli 1898 bis 30. Juni 1907 Förster Ferdinand Adolf Karl Köhn (* 10. September 1858), Diensteintritt: 1. Juli 1893,[40][41] war bisher in der Försterei Triebsch (Oberförsterei Friedersdorf)[42] wurde 1907 die Försterei Hohenbinde (Oberförsterei Erkner) versetzt[43]
- 1. Juli 1907 bis 30. Juni 1918 Förster Herrmann Friedrich Rieck (* 23. Januar 1864 in Bresch), er war vorher in der Försterei Krams (Oberförsterei Himmelpfort/Alt Placht), er wurde 1918 in die Försterei Bischofspfuhl (Oberförsterei Zinna) versetzt.[44] er wurde 1915 zum Hegemeister ernannt[45]
- ab 1. Juli 1918 bis (1941) Revierförster Otto Hochhäusler (* 30. November 1879 in Sandow)[28]